# ویکتوریا کووال
ویکتوریا کووال (اوکراینی: Вікторія Олександрівна Коваль؛ زادهٔ ۱۱ ژوئن ۱۹۸۵) کماندار اهل اوکراین است.

## حرفه
وی همچنین از کمانداران بازی‌های المپیک تابستانی ۲۰۰۸ بوده است. 